# Palacio de Maimun
El Palacio de Maimun (en indonesio: Istana Maimun) es un lugar muy conocido en Medan, la capital de Sumatra del Norte, en Indonesia.
Construido por el Kesultanan de Deli (Sultán de Deli), Sultan Al Makmun Rasyid Perkasa Alamsyah entre los años 1887 y 1891, el palacio abarca 2.772 m² y tiene 30 habitaciones. El palacio se ha convertido en un destino turístico no solo por su antigüedad sino también por el diseño interior único del palacio, mezclando elementos del patrimonio cultural malayo, islámico, español, hindú, e italiano.